# Cornelis de Heem

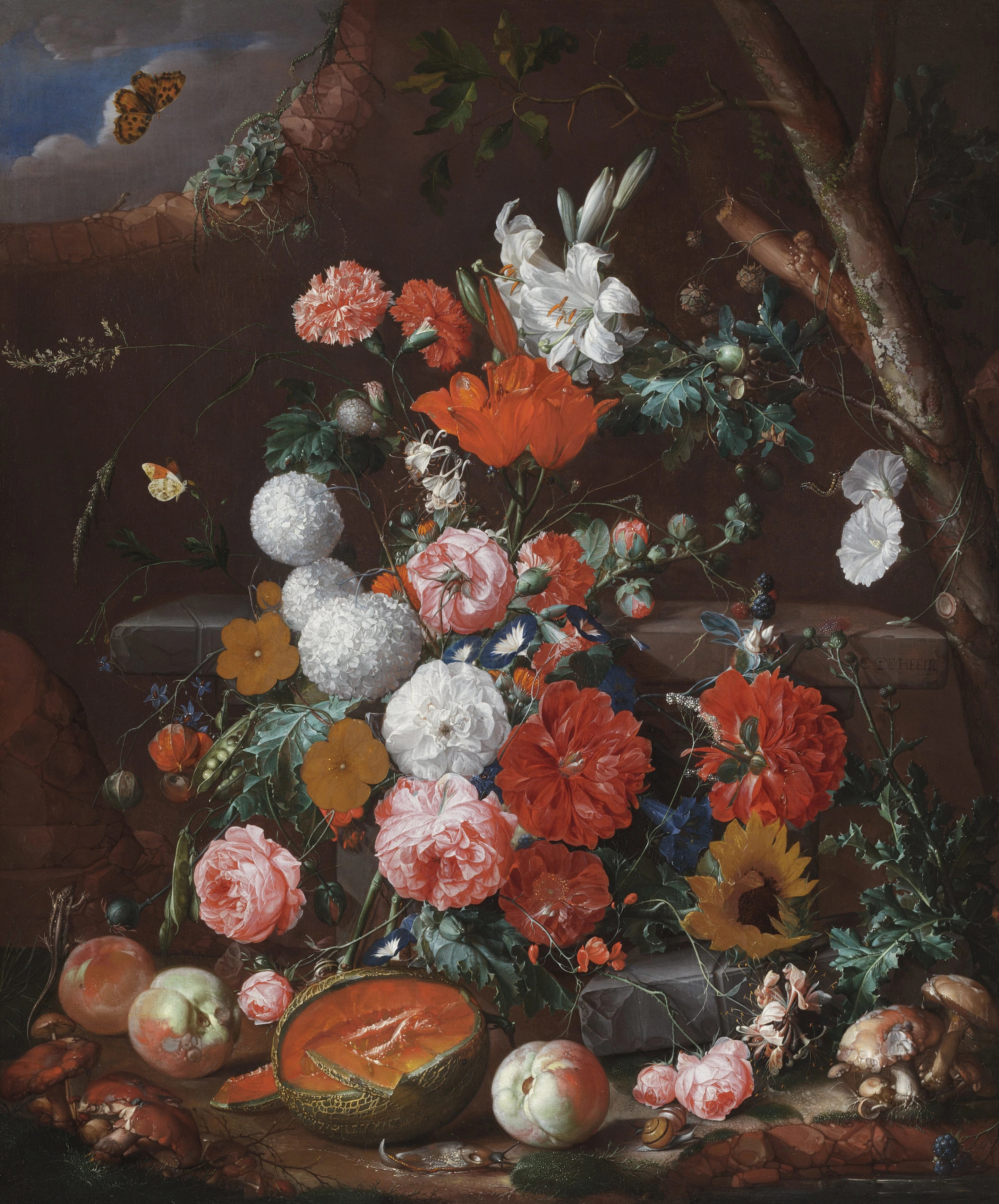
Waldstillleben mit Blumen und Früchten, sign., Öl auf Leinwand, 92,1 × 77,5 cm, National Trust

Cornelis de Heem (getauft am 8. April 1631 in Leiden; begraben am 17. Mai 1695 in Antwerpen) war ein flämischer Stilllebenmaler des Barock.

## Leben
Er entstammte einer Künstlerfamilie und war der älteste Sohn des zeitweilig in Leiden ansässigen, ab spätestens 1635 in Antwerpen niedergelassenen Jan Davidszoon de Heem (1606–1684) und dessen erster Frau Aletta van Weede; seine Mutter starb 1643, als Cornelis erst 12 Jahre alt war. Sein Großvater David I. de Heem, genannt „David van Antwerpen“, war entgegen früheren Annahmen kein Maler, sondern Musiker (Bok 1990).
Cornelis de Heem erhielt seine Ausbildung in der florierenden Antwerpener Werkstatt seines Vaters, eines der bedeutendsten Stilllebenmaler seiner Zeit.
1655 und 1657 hielt er sich vorübergehend in Brüssel auf und verkaufte dort im Auftrag seines Vaters Gemälde anderer Künstler. Im Jahr 1660–1661 wurde er als Meistersohn in die Antwerpener St. Lukasgilde aufgenommen.
1662 heiratete er Catharina Pauwen († 1676), mit der er zwei Kinder hatte, die beide in Antwerpen getauft wurden: David Cornelisz. de Heem (get. am 27. Februar 1663), der ebenfalls Maler wurde, und Anna Catharina (get. am 15. November 1665).
Von Juni bis Dezember 1667 lebte Cornelis de Heem mit seiner Familie bei seinem Vater in Utrecht, es ist jedoch (bisher) nicht bekannt, wo er in den folgenden neun Jahren war.
Im Mai 1676 ist er in IJsselstein (bei Utrecht) nachgewiesen und war nun mit Maria van Beusecom († 1714), der Witwe des Jan van Oostrum, liiert oder verheiratet (?). Im selben Jahr übersiedelte er nach Den Haag, wo er bis 1684 Mitglied der Lukasgilde war und mit seinem Sohn David III Cornelisz. zusammenarbeitete.
Ab etwa 1691/92 bis zu seinem Tode ist Cornelis de Heem wieder in Antwerpen nachgewiesen, wo er am 17. Mai 1695 begraben wurde.

## Werk
Das Werk von Cornelis de Heem umfasst hauptsächlich kleinere Mahlzeiten-Stillleben, häufig mit Weinglas, sowie Früchte- und Blumenmotive, meist in Form von Festons oder Girlanden. Blumenvasen malte er nur wenige. Er signierte relativ viele Gemälde mit „C.DE.HEEM. f“(ecit) in Blockbuchstaben, Datierungen brachte er jedoch fast ausschließlich im Zeitraum zwischen 1654 und 1664/1665 an, mit nur zwei bekannten späteren Ausnahmen von 1671 und 1690.
Cornelis de Heem war ein talentierter und guter Maler, wenn auch vielleicht nicht immer auf dem hohen Niveau seines Vaters. Seine Malerei hat Ähnlichkeit mit dem väterlichen Werk und so wurde in der Vergangenheit bei einigen seiner Gemälde die Signatur gefälscht, um sie als Werke Jan Davidsz. de Heems teurer zu verkaufen. Zu noch größerer Verwirrung trägt die Tatsache bei, dass auch Cornelis’ Sohn David Cornelisz. de Heem in einer Art „Familienstil“ arbeitete. Auch ist ein erwähnenswertes Interesse an Cornelis und eine gerechtere Einordnung erst seit Ende des 20. Jahrhunderts zu bemerken.

Nach einhelliger Meinung von Fachleuten kann das Werk von Vater Jan Davidsz. und Sohn Cornelis deutlich voneinander unterschieden werden, unter anderem bevorzugte Cornelis Dreieckskompositionen mit vertikaler Ausrichtung.

Laut Meijer ist eine stilistische Entwicklung zu erkennen: In frühen Werken seien seine Stillleben-Arrangements relativ hell beleuchtet, die Pinselführung malerischer und etwas weicher, während er später ein dunkleres Ambiente wählte und das Kolorit härter wirke.

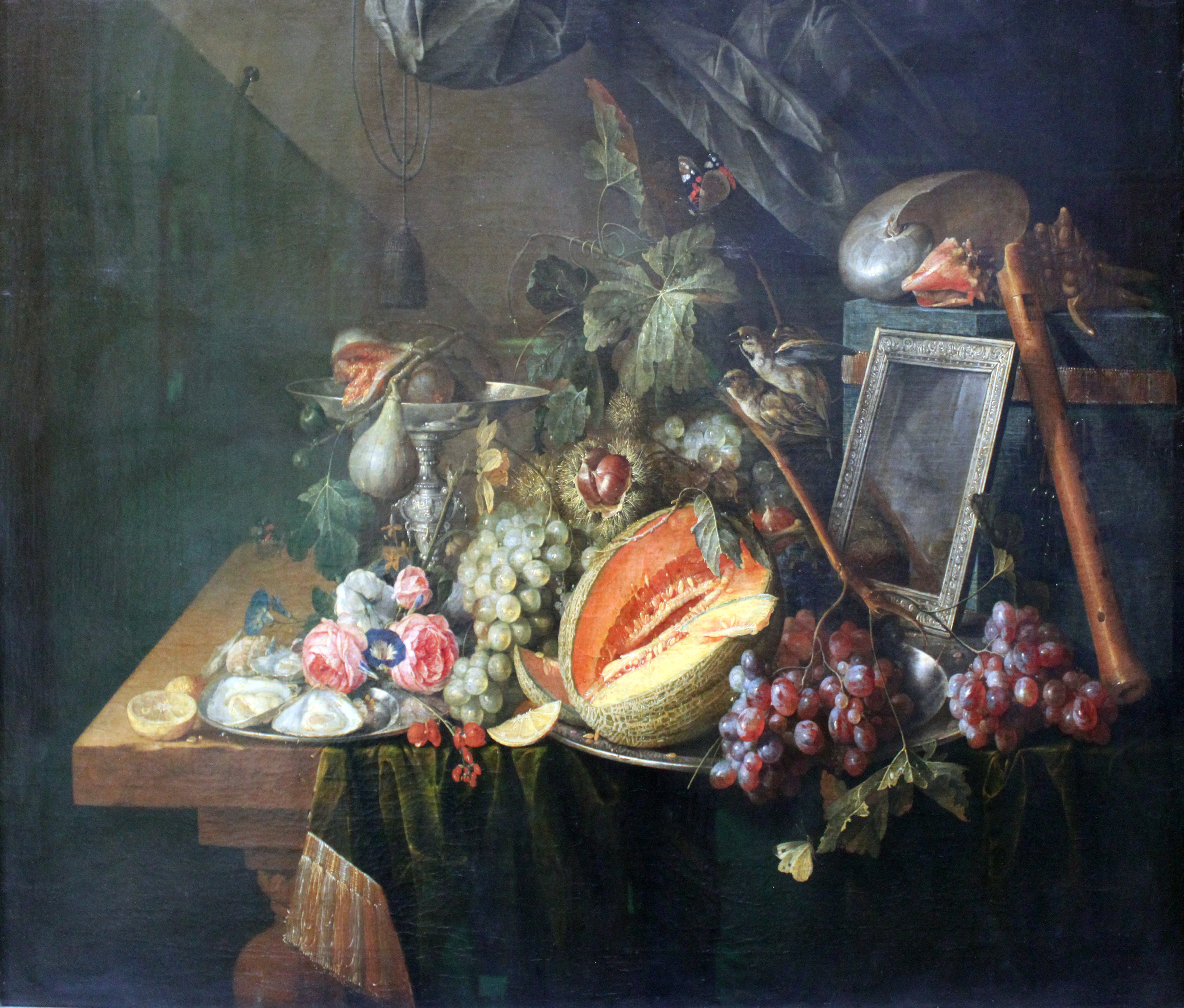
Prunkstilleben mit kopulierenden Spatzen, sign. & dat. 1657,  94 × 117,4 cm, Städelsches Kunstinstitut, Frankfurt a. M.
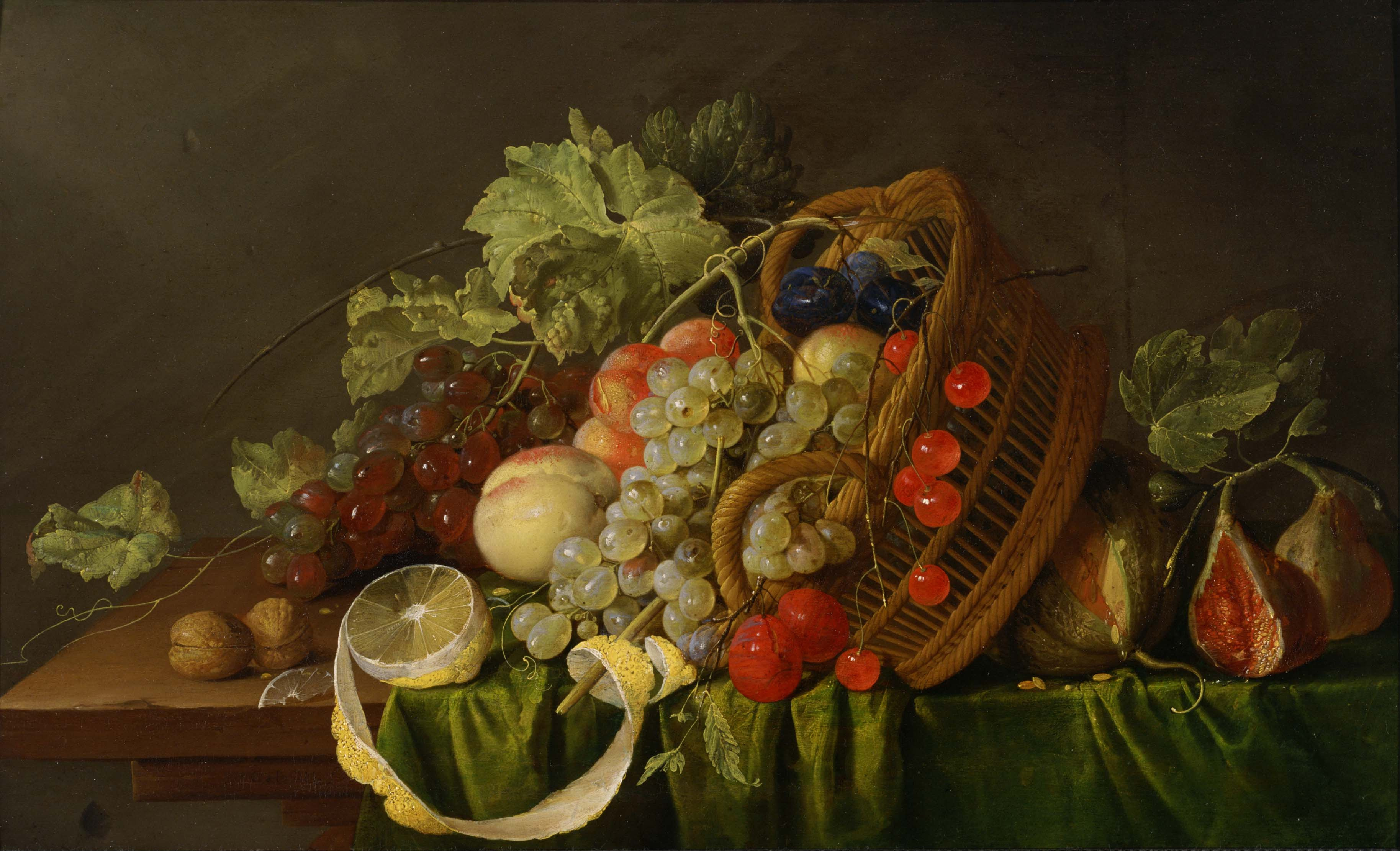
Cornelis de Heem: Stillleben mit einem Korb und Früchten, sign., Öl auf Holz, 44,5 × 72,5 cm, Nationalmuseum für westliche Kunst, Tokyo
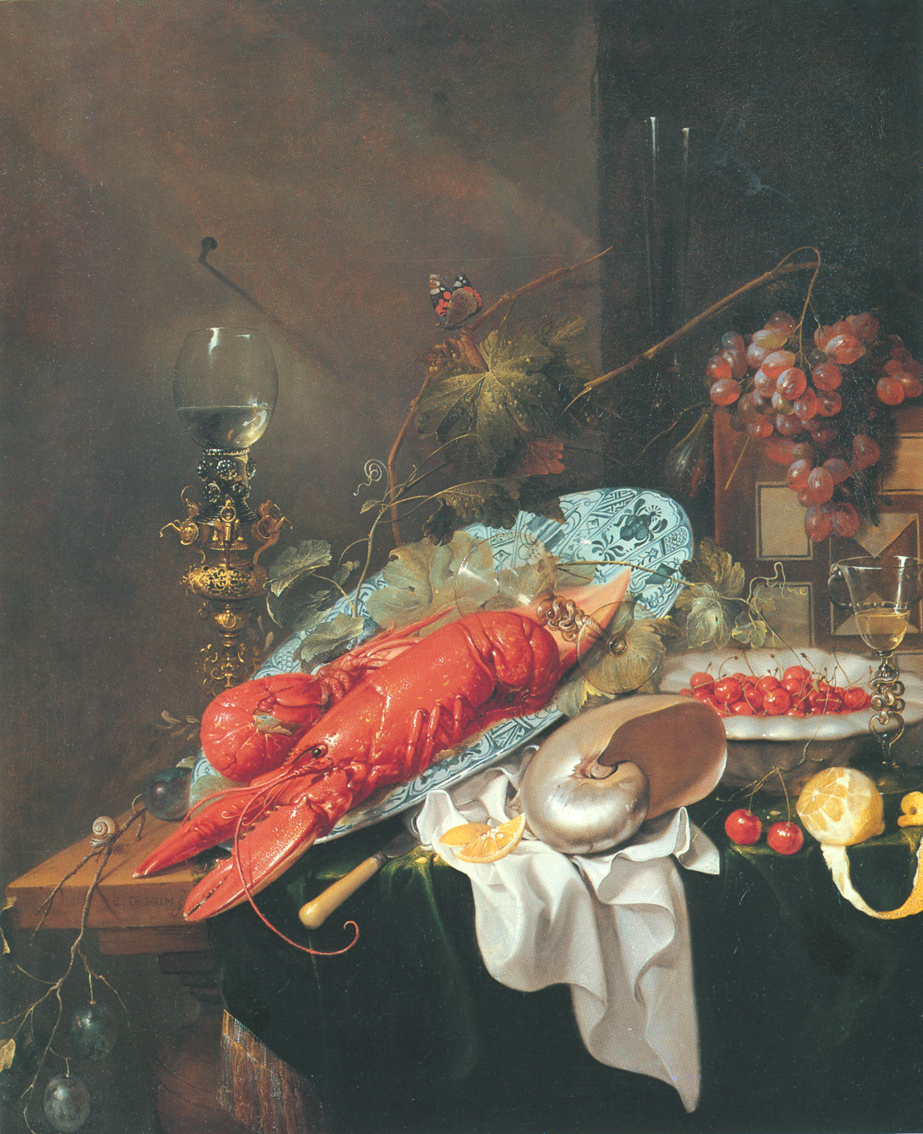
Stillleben mit zwei Hummern, Nautilusmuschel und Früchten, sign., Öl auf Leinwand, 105 × 87 cm, Aufenthaltort unbekannt
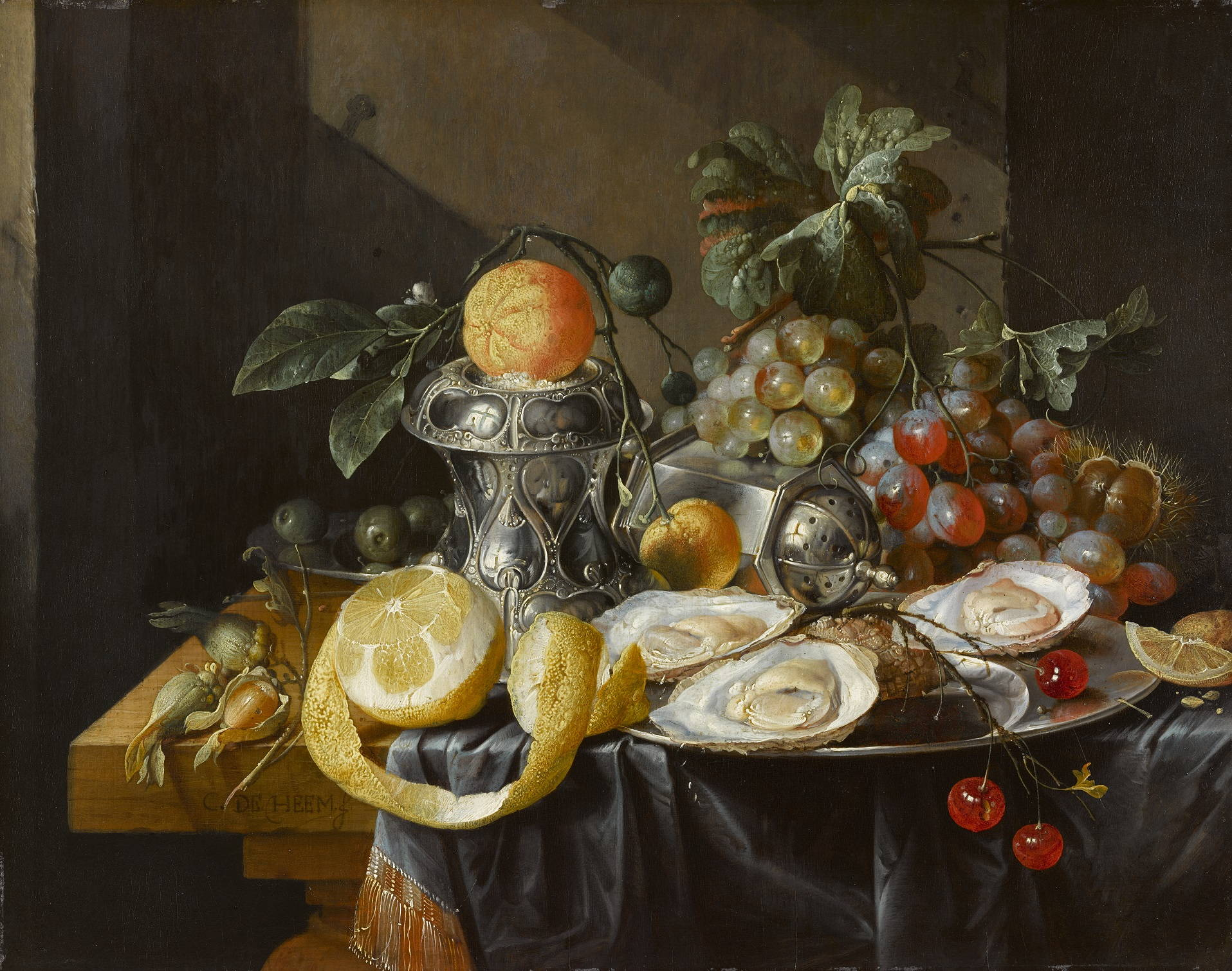
Stillleben mit Austern und Orange auf einem silbernen Salzfass,  37 × 45 cm, Residenzgalerie, Salzburg
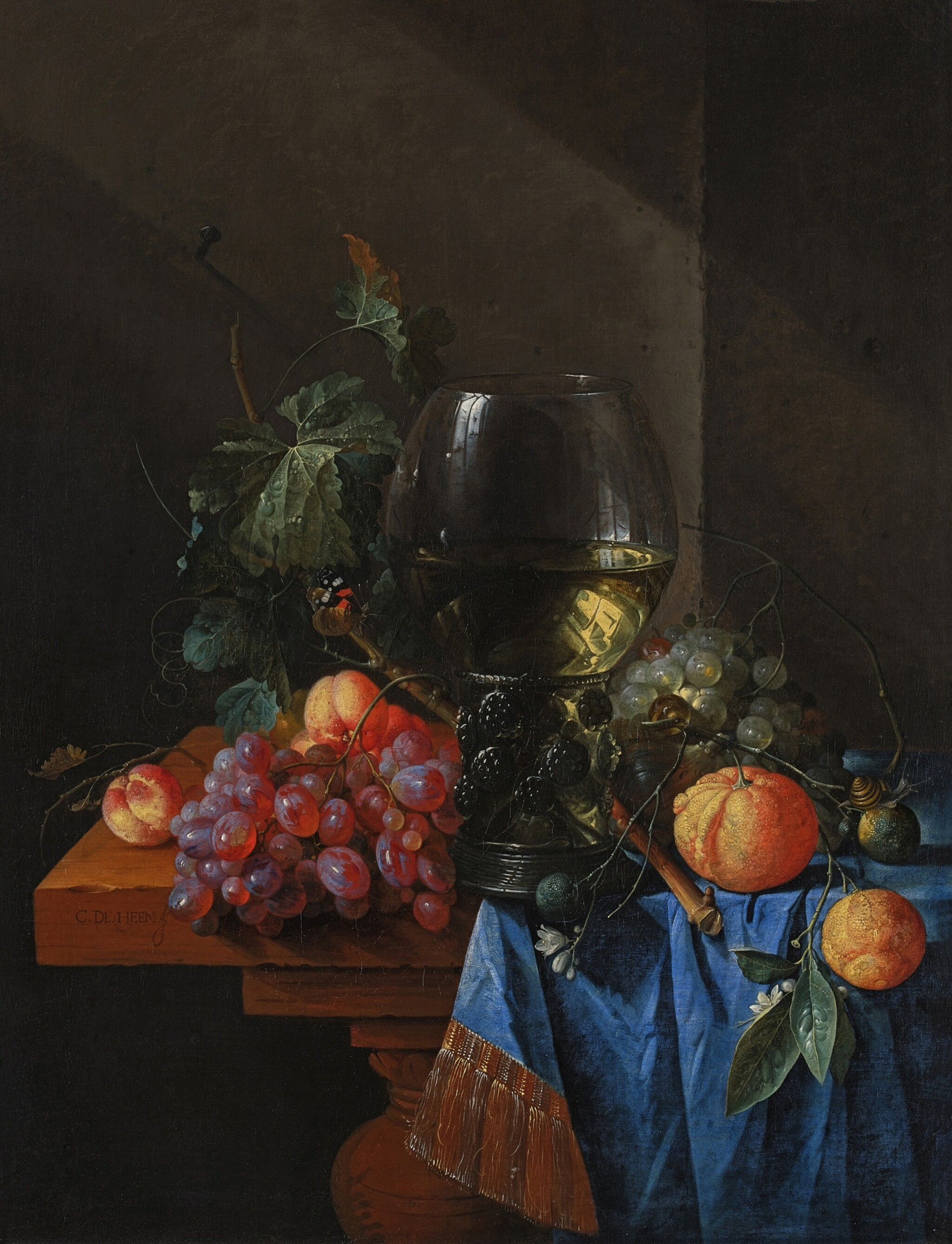
Stillleben mit Roemer, Trauben, Aprikosen und Orangen, sign., Öl auf Leinwand, 71,8 × 54,3 cm, Privatsammlung (?)
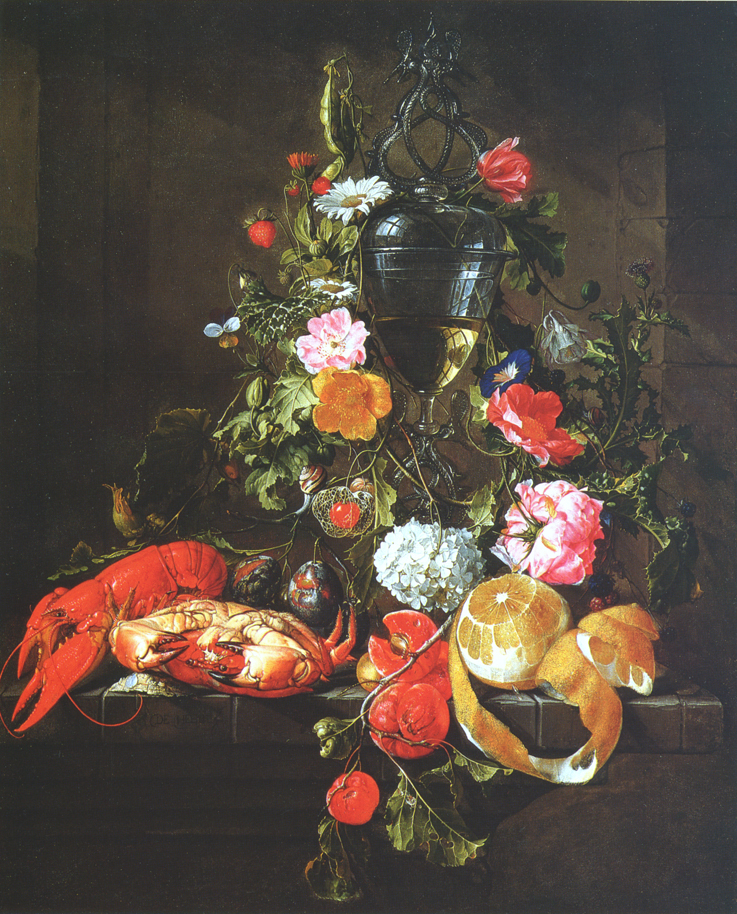
Stillleben mit Blumen, Früchten und Krustentieren, sign., Öl auf Leinwand, 64,5 × 53 cm, Privatsammlung (?)
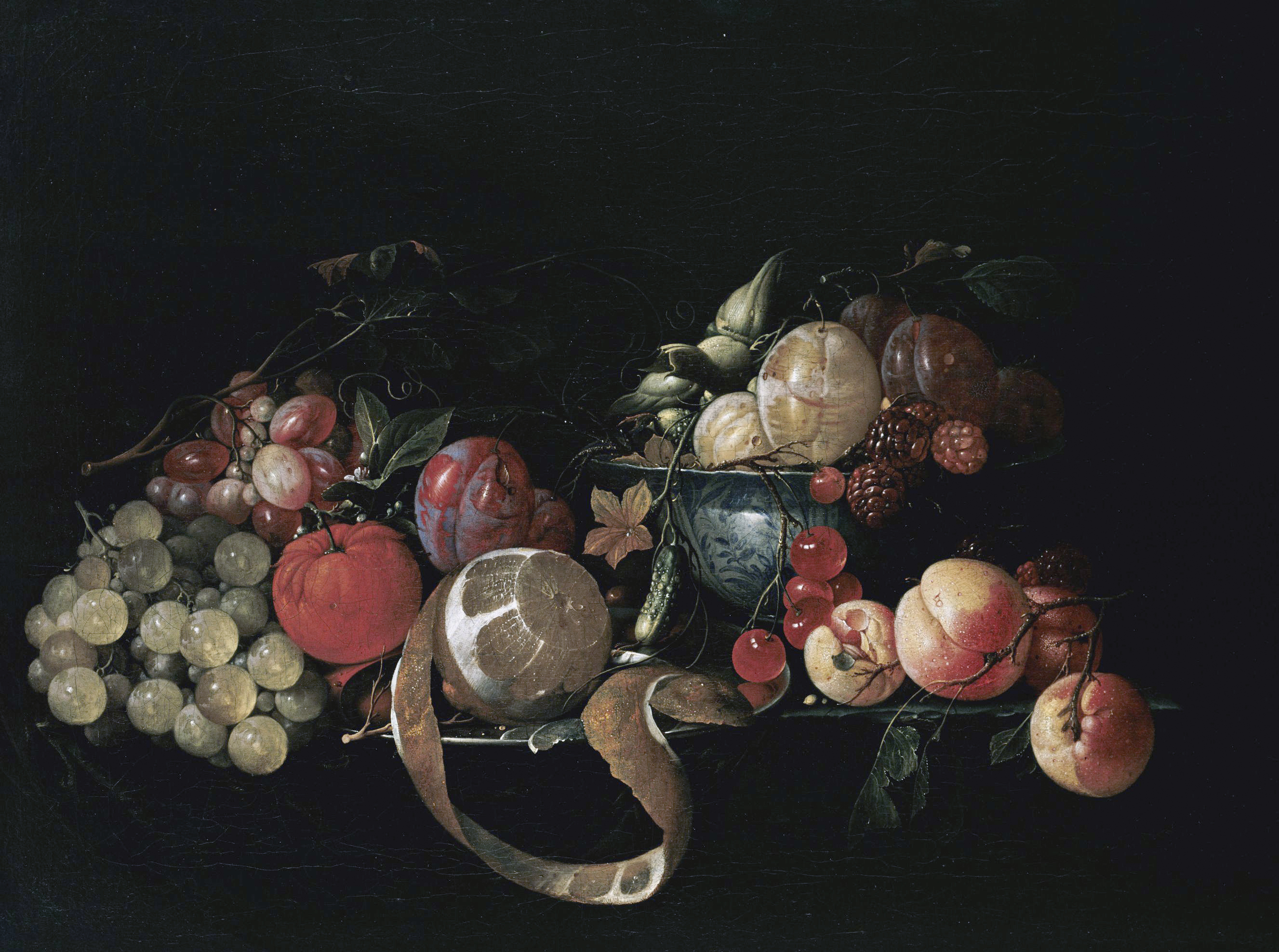
Cornelis de Heem: Stillleben mit Früchten, sign., Öl auf Leinwand, 36 × 50 cm, Gemäldegalerie, Berlin
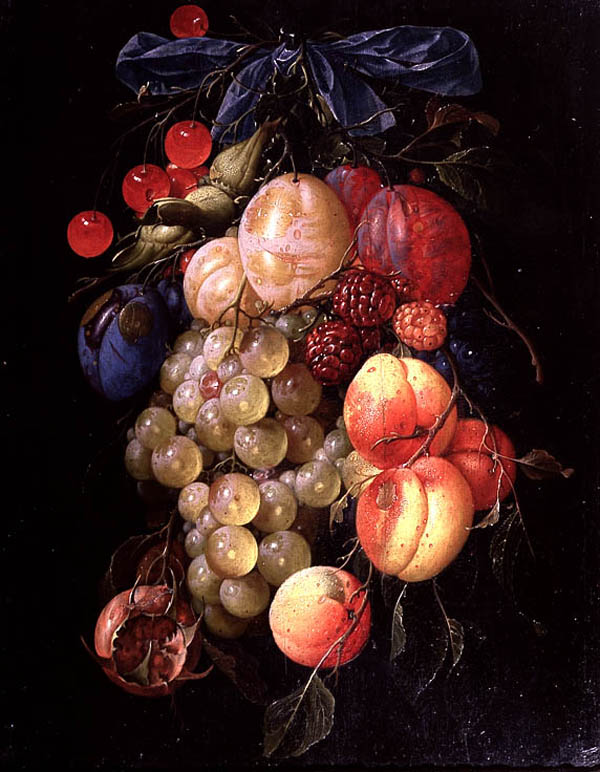
Fruchtgirlande, Öl auf Holz, 34,6 × 27,3 cm, Bowes Museum, Barnard Castle